# Bartosz Białkowski
Bartosz Marek Białkowski (phát âm tiếng Ba Lan: [ˈbartɔʐ bʲawˈkɔfski] ⓘ;[ˈbartɔʂ]; sinh ngày 6 tháng 7 năm 1987) là một cầu thủ bóng đá chuyên nghiệp người Ba Lan thi đấu ở vị trí thủ môn của câu lạc bộ Millwall và đội tuyển quốc gia Ba Lan.
Anh khởi nghiệp chơi bóng tại quê nhà Ba Lan trước khi chuyển tới Southampton vào năm 2006. Sau 6 năm thi đấu cho Southampton, anh gia nhập Notts County và có hai mùa giải chơi bóng tại đây, rồi kế đến đầu quân cho Ipswich Town vào năm 2014. Anh có 6 năm khoác áo Ipswich rồi gia nhập Millwall dưới dạng chuyển nhượng vĩnh viễn vào tháng 1 năm 2020.
Białkowski đã đại diện cho Ba Lan thi đấu ở nhiều cấp độ đội trẻ trước khi có lần đầu ra sân cho tuyển quốc gia vào năm 2018.

## Sự nghiệp cấp câu lạc bộ

### Górnik Zabrze
Sinh ra tại Braniewo, Ba Lan, Białkowski có trận ra mắt giải vô địch Ba Lan vào ngày 30 tháng 10 năm 2004 trong màu áo đội Górnik Zabrze, ở trận thua 3–1 trên sân khách trước Dyskobolia Grodzisk. Anh vào sân từ ghế dự bị để thay thế cho thủ môn số một của đội là Piotr Lech bị truất quyền thi đấu vì nhận thẻ vàng thứ hai, đúng 2 phút sau thì Białkowski chính thức vào sân ở phút thứ 69 của trận đấu.

### Southampton

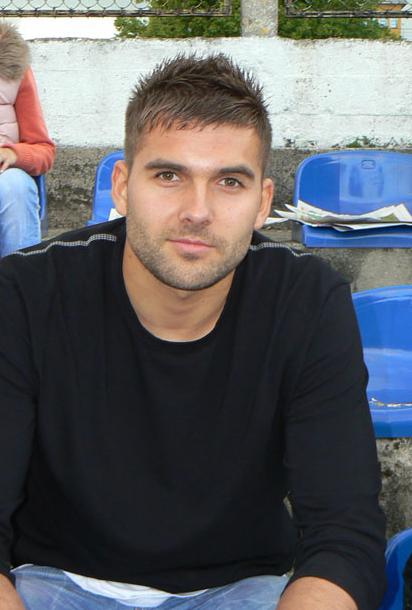
Białkowski vào năm 2010

Ngày 9 tháng 1 năm 2006, Białkowski ký hợp đồng với Southampton. Anh có trận đấu ra mắt đối đầu với Crystal Palace vào ngày 25 tháng 1 năm 2006, kết thúc với tỉ số hòa 0–0. Anh cũng có lần ra sân đầu tiên tại Cúp FA trong trận thắng 1-0 trước Leicester City vào ngày 28 tháng 1 năm 2006.
Białkowski dính chấn thương ở cuối mùa 2005–06 và ở đầu mùa 2006–07, sau một pha ngã vụng về khi đang cố nhặt bóng tại vòng năm của cúp FA Cup trong trận gặp Newcastle vào ngày 18 tháng 2 năm 2006. George Burley không thể thay anh ra vì ông đã dùng hết ba quyền thay người. Dexter Blackstock buộc phải thay thế bất đắc dĩ cho Białkowski ở vị trí thủ môn và đã chặn được cú sút thành bàn của Albert Luque từ đội Newcastle.

## Thống kê sự nghiệp

### Cấp câu lạc bộ
Tính đến trận đấu vào ngày 2 tháng 4 năm 2021
| Câu lạc bộ          | Mùa                | Giải               | Giải    | Giải      | Cúp quốc gia | Cúp quốc gia | Cúp liên đoàn | Cúp liên đoàn | Khác    | Khác      | Tổng cộng | Tổng cộng |
| Câu lạc bộ          | Mùa                | Hạng đấu           | Số trận | Bàn thắng | Số trận      | Bàn thắng    | Số trận       | Bàn thắng     | Số trận | Bàn thắng | Số trận   | Bàn thắng |
| ------------------- | ------------------ | ------------------ | ------- | --------- | ------------ | ------------ | ------------- | ------------- | ------- | --------- | --------- | --------- |
| Górnik Zabrze       | 2004–05            | Ekstraklasa        | 7       | 0         | 0            | 0            | —             | —             | —       | —         | 7         | 0         |
| Górnik Zabrze       | 2005–06            | Ekstraklasa        | 0       | 0         | 0            | 0            | —             | —             | —       | —         | 0         | 0         |
| Górnik Zabrze       | Tổng cộng          | Tổng cộng          | 7       | 0         | 0            | 0            | 0             | 0             | 0       | 0         | 7         | 0         |
| Southampton         | 2005–06            | Championship       | 5       | 0         | 2            | 0            | 0             | 0             | —       | —         | 7         | 0         |
| Southampton         | 2006–07            | Championship       | 8       | 0         | 0            | 0            | 0             | 0             | 1       | 0         | 9         | 0         |
| Southampton         | 2007–08            | Championship       | 1       | 0         | 0            | 0            | 1             | 0             | —       | —         | 2         | 0         |
| Southampton         | 2008–09            | Championship       | 0       | 0         | 0            | 0            | 3             | 0             | —       | —         | 3         | 0         |
| Southampton         | 2009–10            | League One         | 7       | 0         | 1            | 0            | 0             | 0             | 2       | 0         | 10        | 0         |
| Southampton         | 2010–11            | League One         | 0       | 0         | 3            | 0            | 0             | 0             | 0       | 0         | 3         | 0         |
| Southampton         | 2011–12            | Championship       | 1       | 0         | 3            | 0            | 4             | 0             | —       | —         | 8         | 0         |
| Southampton         | Tổng cộng          | Tổng cộng          | 22      | 0         | 9            | 0            | 8             | 0             | 3       | 0         | 42        | 0         |
| Ipswich Town (mượn) | 2009–10            | Championship       | 0       | 0         | 0            | 0            | 0             | 0             | —       | —         | 0         | 0         |
| Barnsley (mượn)     | 2009–10            | Championship       | 2       | 0         | 0            | 0            | 0             | 0             | —       | —         | 2         | 0         |
| Notts County        | 2012–13            | League One         | 40      | 0         | 2            | 0            | 1             | 0             | 2       | 0         | 45        | 0         |
| Notts County        | 2013–14            | League One         | 44      | 0         | 1            | 0            | 2             | 0             | 1       | 0         | 48        | 0         |
| Notts County        | Tổng cộng          | Tổng cộng          | 84      | 0         | 3            | 0            | 3             | 0             | 3       | 0         | 93        | 0         |
| Ipswich Town        | 2014–15            | Championship       | 31      | 0         | 1            | 0            | 1             | 0             | 2       | 0         | 35        | 0         |
| Ipswich Town        | 2015–16            | Championship       | 20      | 0         | 2            | 0            | 1             | 0             | —       | —         | 23        | 0         |
| Ipswich Town        | 2016–17            | Championship       | 44      | 0         | 0            | 0            | 0             | 0             | —       | —         | 44        | 0         |
| Ipswich Town        | 2017–18            | Championship       | 45      | 0         | 1            | 0            | 0             | 0             | —       | —         | 46        | 0         |
| Ipswich Town        | 2018–19            | Championship       | 28      | 0         | 1            | 0            | 1             | 0             | —       | —         | 30        | 0         |
| Ipswich Town        | Tổng cộng          | Tổng cộng          | 168     | 0         | 5            | 0            | 3             | 0             | 2       | 0         | 178       | 0         |
| Millwall (mượn)     | 2019–20            | Championship       | 28      | 0         | 2            | 0            | 0             | 0             | —       | —         | 30        | 0         |
| Millwall            | 2019–20            | Championship       | 18      | 0         | 0            | 0            | 0             | 0             | —       | —         | 18        | 0         |
| Millwall            | 2020–21            | Championship       | 39      | 0         | 0            | 0            | 3             | 0             | —       | —         | 42        | 0         |
| Millwall            | Tổng cộng          | Tổng cộng          | 85      | 0         | 2            | 0            | 3             | 0             | 0       | 0         | 90        | 0         |
| Tổng kết sự nghiệp  | Tổng kết sự nghiệp | Tổng kết sự nghiệp | 367     | 0         | 19           | 0            | 17            | 0             | 8       | 0         | 401       | 0         |

1. 1 2  Số trận ra sân tại vòng đấu play-off của Championship
2. 1 2 3  Số trận ra sân tại Football League Trophy

### Cấp đội tuyển
Tính đến trận đấu vào ngày 28 tháng 6 năm 2018
| Tuyển quốc gia | Năm       | Số trận | Bàn thắng |
| -------------- | --------- | ------- | --------- |
| Ba Lan         | 2018      | 1       | 0         |
| Tổng cộng      | Tổng cộng | 1       | 0         |